# Sandy & Junior
A Sandy & Junior egy brazil popduó aminek tagja két testvér: Sandy Leah Lima (született: 1983. január 28. –) és Durval de Lima Junior (született: 1984. április 11. –). 2 albumuk bekerült a 10. legtöbbet eladott brazil lemezek listájára.

## A duó
Sandy & Junior gyerekdalokkal és countryzenével kezdték pályájukat. Első kislemezük címe: "Maria Chiquinha". Az idő során, ahogy kamaszodtak, változtattak a zenei stíluson és inkább a pop felé közeledtek. A stílusváltás 1997-ben volt. 
Sandy szerepelt az Estrela Guia című brazil telenovellában. A duó együtt az "O noviço rebelde" című filmben szerepeltek. 2007-ben készült el az MTV Unplugged albumuk.Ők voltak minden idők legsikeresebb brazil popcsapata, 15 millió lemezt adtak el. 17 évig tartó karrierjük alatt olyan hazai és nemzetközi énekesekkel dolgozhattak és énekelhettek együtt mint: Xuxa, Gilberto Gil, Toquinho, Andrea Bocelli, Laura Pausini és Enrique Iglesias.

## Albumok
- 1991 - Aniversário do Tatu
- 1992 - Sábado a Noite
- 1993 - Tô Ligado Em Você
- 1994 - Pra Dançar Com Você
- 1995 - Você é D+
- 1996 - Dig-Dig-Joy
- 1997 - Sonho Azul
- 1998 - Era Uma Vez (Ao Vivo)
- 1999 - As Quatro Estações
- 2000 - Todas As Estações - Remixes
- 2000 - As Quatro Estações - O show
- 2001 - Sandy e Junior (2001)
- 2002 - Internacional
- 2002 - Ao Vivo no Maracanã/Internacional Extras
- 2003 - Identidade
- 2006 - Sandy e Junior
- 2007 - Acústico MTV

## Külső hivatkozások
- Hivatalos honlap